# Distretto di Berna
Il distretto di Berna (Bern in tedesco) è stato uno dei 26 distretti del cantone bilingue di Berna in Svizzera. Confinava con i distretti di Laupen a ovest, di Aarberg, di Fraubrunnen e di Burgdorf a nord, di Konolfingen a est, di Seftigen a sud-est, di Schwarzenburg a sud e con il Canton Friburgo (distretto di Sense) a sud-ovest. La sua superficie era di 233 km² e il suo capoluogo era la città di Berna.
I suoi comuni sono passati alla sua soppressione al Circondario di Berna-Altipiano svizzero.

## Comuni
- CH-3000 Berna (Bern)
- CH-3065 Bolligen
- CH-3047 Bremgarten bei Bern
- CH-3063 Ittigen
- CH-3038 Kirchlindach
- CH-3098 Köniz
- CH-3074 Muri bei Bern
- CH-3096 Oberbalm
- CH-3072 Ostermundigen
- CH-3066 Stettlen
- CH-3067 Vechigen
- CH-3033 Wohlen bei Bern
- CH-3052 Zollikofen

### Divisioni
- 1983: Bolligen → Bolligen, Ittigen, Ostermundigen

### Fusioni
- 1834: Bolligen, Ostermundigen → Bolligen
- 1880: Bremgarten Stadtgericht, Kirchlindach → Kirchlindach
- 1919: Berna, Bümpliz → Berna